# St. Elmo
St. Elmo er en amerikansk stumfilm fra 1923 af Jerome Storm.

## Medvirkende
- John Gilbert som St. Elmo Thornton
- Barbara La Marr som Agnes Hunt
- Bessie Love som Edna Earle
- Warner Baxter som Murray Hammond
- Nigel De Brulier som Reverend Alan Hammond
- Lydia Knott som Mrs. Thornton